# ISRIB
ISRIB (z ang. Integrated Stress Response Inhibitor) – organiczny związek chemiczny, który jest inhibitorem zintegrowanej reakcji na stres (ISR). Hamuje fosforylację czynnika eIF2α. Podanie związku gryzoniom wykazało polepszenie ich pamięci długotrwałej.

## Właściwości
Substancja wykazała możliwość regeneracji uszkodzeń powstałych w wyniku urazowego uszkodzenia mózgu u myszy na obszarze kolców dendrytycznych, a także poprawę funkcji poznawczych u myszy, której mechanizm działania wciąż nie jest znany. Wynik badań pamięci u myszy po urazie, którym wstrzyknięto ISRIB, był porównywalny do poziomu zdrowych myszy. 
ISRIB hamuje fosforylację białka elF2, która zachodzi pod wpływem stresu oksydacyjnego, zaburzona zostaje wtedy biosynteza białek, czego skutkiem jest pogorszenie pamięci długotrwałej. Wykazano poprawę pamięci u myszy w teście labiryntu wodnego po podaniu ISRIB.
Nie wykryto toksyczności substancji wobec myszy. Biologiczny okres półtrwania ISRIB w organizmie myszy wynosi osiem godzin, choć efekt substancji utrzymuje się parę miesięcy. Wykazano również, iż starsze myszy, którym podano lek wykazują zdolności nauki podobne do młodszych osobników. ISRIB łatwo przekracza barierę krew-mózg. 
Pierwsze wyniki badań, prowadzone przez trzy firmy (AbbVie, Calico i Bristol-Myers Squibb i Denali) nie wykazały szkodliwości dla ludzi i pomyślnie przeszły eksperymenty kliniczne fazy IA i IB. Dalsze eksperymenty kliniczne zaplanowano dla osób chorujących na stwardnienie zanikowe boczne.

## Historia
Został odkryty na Uniwersytetecie Kalifornijskim w San Francisco w laboratorium Petera Waltera w 2013 roku podczas testowania wpływu na stres ponad 100 tys. związków chemicznych. W 2015 roku licencję na związek objęła firma Calico.
W 2020 roku opublikowano w czasopiśmie eLife wyniki badań, które potwierdzały przywrócenie u starszych myszy zdolności poznawczych charakterystycznych dla młodszych osobników.